# Crackenback
Crackenback är en ort i Australien. Den ligger i kommunen Snowy River och delstaten New South Wales, i den sydöstra delen av landet, omkring 380 kilometer sydväst om delstatshuvudstaden Sydney. Orten hade 197 invånare år 2016.
Närmaste större samhälle är Jindabyne, omkring 12 kilometer öster om Crackenback. 